# Main Event der World Series of Poker 2007
Das Main Event der World Series of Poker 2007 war das Hauptturnier der 38. Austragung der Poker-Weltmeisterschaft. Mit über 6000 Teilnehmern war es das größte Pokerturnier des Jahres und nach dem Hauptturnier der World Series of Poker 2006 das, gemessen an der Teilnehmerzahl, bis dahin zweitgrößte Pokerturnier. Das 55. und letzte Turnier der Turnierserie hatte ein Buy-in von 10.000 US-Dollar und wurde im Rio All-Suite Hotel and Casino in Paradise am Las Vegas Strip ausgespielt. Es begann am 6. Juli und endete mit dem Finaltisch am 17. Juli. Der Psychologe Jerry Yang nahm zum ersten Mal teil und gewann das prestigeträchtigste Pokerturnier der Welt.

## Teilnehmererwartungen

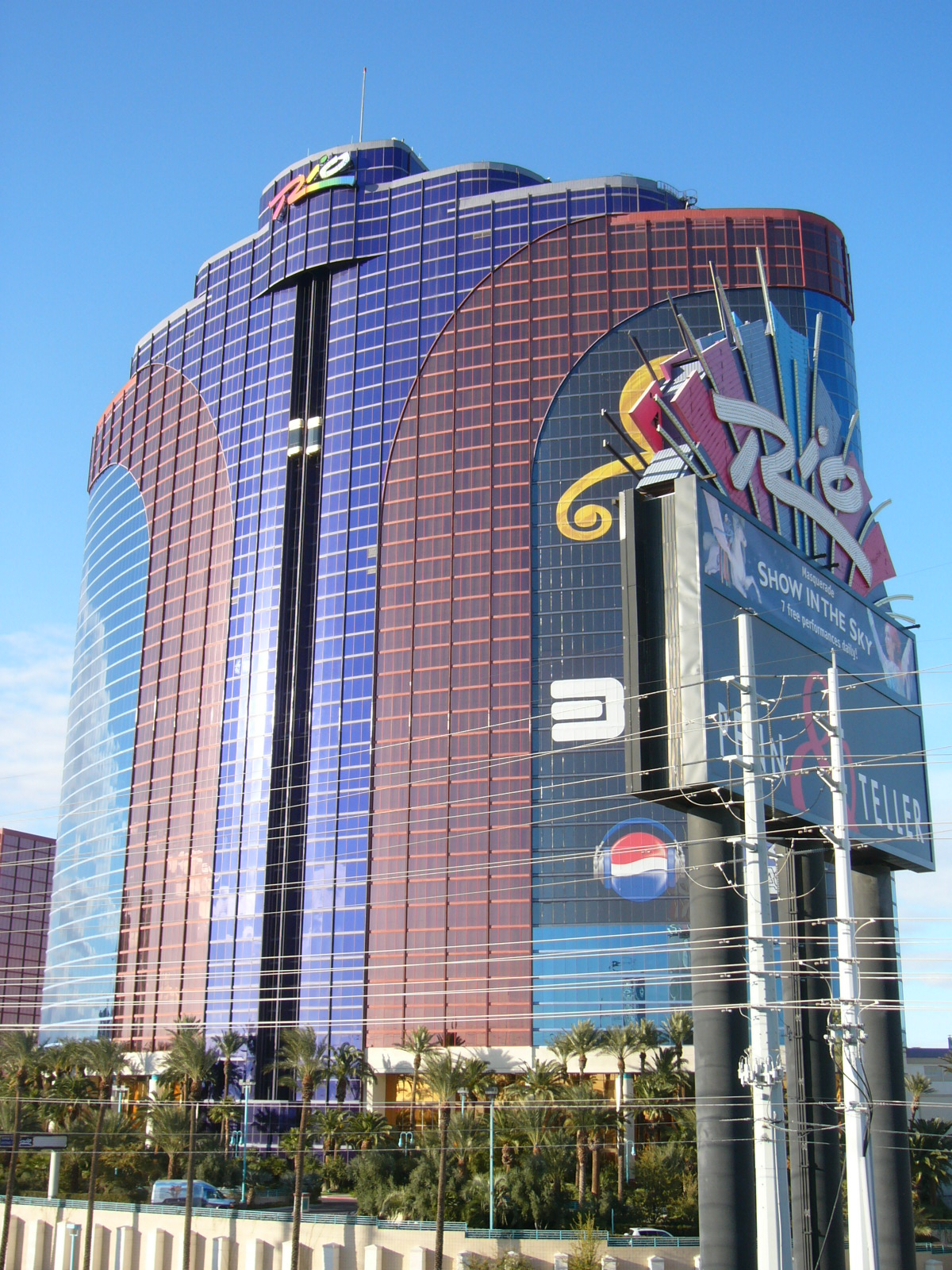
Das Rio All-Suite Hotel and Casino am Las Vegas Strip

Die Turnierleitung kalkulierte im Vorfeld des Ereignisses mit 9000 Teilnehmern für das Hauptturnier. Laut Phil Gordon erwartete Harrah’s bis zu 10.000 Spieler, womit die Kapazitäten ausgeschöpft gewesen wären. Die offizielle Teilnehmerzahl betrug letztendlich allerdings „nur“ 6358. Das bedeutete fast 2.500 weniger Spieler gegenüber dem Vorjahr. Außerdem nahm die Teilnehmerzahl erstmals seit 1992 wieder ab. Der Grund, warum die Teilnehmerzahl letztendlich um mehr als 25 % sank, ist in dem Verbot von Geldtransfers auf Onlinepokerseiten in den Staaten zu finden. Durch das „Unlawful Internet Gambling Enforcement Act“ durften die Onlinepokerseiten keinen Platz im Main Event anbieten, sondern den Onlinespielern nur Geld überweisen. Dadurch hatten die Gewinner dieser Satellites die Wahl, ob sie das Geld behalten, an einem der kleineren Turniere teilnehmen oder doch das Main Event spielen wollten. Dennoch war das Main Event 2007, bezogen auf die Anzahl der Teilnehmer, das bisher zweitgrößte Pokerturnier, bei dem der Sieger ein Preisgeld von 8,25 Millionen US-Dollar gewann.

## Turnierplan
Das 6358 Spieler große Starterfeld wurde zu Turnierbeginn auf die ersten vier Spieltage (Tag 1A–1D) verteilt. Die Spieler des 6. und 7. Juli (Tag 1A&1B) spielten am 10. Juli (Tag 2A) und die Spieler des 8. und 9. Juli (Tag 1C&1D) spielten am 11. Juli (Tag 2B) weiter. Am 12. Juli, dem offiziellen dritten Turniertag, wurde das Feld wieder zusammengeführt (Tag 2A&2B). Insgesamt kamen 621 Spieler in die Preisgeldränge, was einen Anteil von 9,77 %, bezogen auf das Starterfeld, ausmacht. In der folgenden Tabelle bezieht sich die Spalte „Chipleader“ jeweils auf den Stand am Anfang des jeweiligen Turniertages.
| Datum    | Spieltag   | Spieleranzahl | Chipleader             |
| -------- | ---------- | ------------- | ---------------------- |
| 06. Juli | 1A         | 1287          | keiner                 |
| 07. Juli | 1B         | 1545          | keiner                 |
| 08. Juli | 1C         | 1743          | keiner                 |
| 09. Juli | 1D         | 1783          | keiner                 |
| 10. Juli | 2A (1A&1B) | 1037          | Dag Martin Mikkelsen   |
| 11. Juli | 2B (1C&1D) | 1303          | Dag Martin Mikkelsen   |
| 12. Juli | 3 (2A&2B)  | 797           | Alexander Krawtschenko |
| 13. Juli | 4          | 337           | Dario Minieri          |
| 14. Juli | 5          | 112           | Gus Hansen             |
| 15. Juli | 6          | 36            | Hevad Khan             |
| 16. Juli | spielfrei  | spielfrei     | spielfrei              |
| 17. Juli | Finaltisch | 9             | Philip Hilm            |

## Turnierverlauf

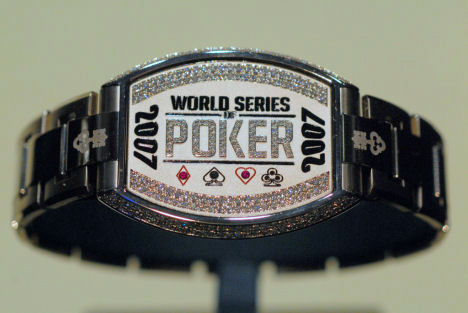
Bracelet, das Yang neben dem Preisgeld für den Sieg erhielt

### Prominente Teilnehmer
Wie jedes Jahr nahmen auch 2007 einige abseits vom Pokertisch bekannte Persönlichkeiten am Main Event teil. Darunter befanden sich Jason Alexander, Hank Azaria, Steve Davis, Shannon Elizabeth, Brad Garrett, Tobey Maguire, AJ McLean, Nelly, Todd Phillips, Ray Romano, Teddy Sheringham, Sam Simon, Antonio Tarver und Rick Tocchet. Am besten schnitt dabei Tobey Maguire ab, der US-amerikanische Schauspieler belegte den 292. Platz und gewann knapp 40.000 US-Dollar. Dieselbe Summe erhielt der Fernsehproduzent Sam Simon für den 329. Platz.

### Weltmeister
Am ersten Tag des Main Events schieden neben dem Vorjahressieger Jamie Gold auch die früheren No Limit Texas Hold’em-Weltmeister Jim Bechtel, Doyle Brunson, Johnny Chan, Phil Hellmuth, Amarillo Slim und Greg Raymer aus. Am zweiten Tag gesellten sich Brad Daugherty, Joe Hachem, Dan Harrington, Tom McEvoy sowie Chris Moneymaker dazu. An Tag drei schied Chris Ferguson noch vor den Preisrängen aus. Bis in Preisgeldregionen kamen dagegen Berry Johnston, Robert Varkonyi und Carlos Mortensen. Am fünften und drittletzten Tag schied der Weltmeister von 1996, Huck Seed, aus. Scotty Nguyen konnte Platz elf erreichen.

### Frauen
Beste Frau war Maria Ho, die den 38. Platz belegte.

### Deutschsprachige Teilnehmer
Am Hauptturnier nahmen auch einige deutschsprachige Spieler teil. In folgender Tabelle sind alle Spieler aufgeführt, die bis in Preisgeldregionen vorstießen.
| Platz | Herkunft    | Spieler            | Preisgeld (in $) |
| ----- | ----------- | ------------------ | ---------------- |
| 080   | Deutschland | Niklas Heinecker   | 106.382          |
| 110   | Deutschland | Andreas Krause     | 058.570          |
| 215   | Deutschland | Alexander Dietrich | 051.398          |
| 231   | Deutschland | Sebastian Zink     | 045.422          |
| 244   | Deutschland | Moritz Hopfner     | 045.422          |
| 296   | Deutschland | Christoph Stiehler | 039.445          |
| 390   | Deutschland | André Wagner       | 034.664          |
| 423   | Deutschland | Christiane Klecz   | 029.883          |
| 550   | Schweiz     | Marc Friedmann     | 020.320          |

### Finaltisch

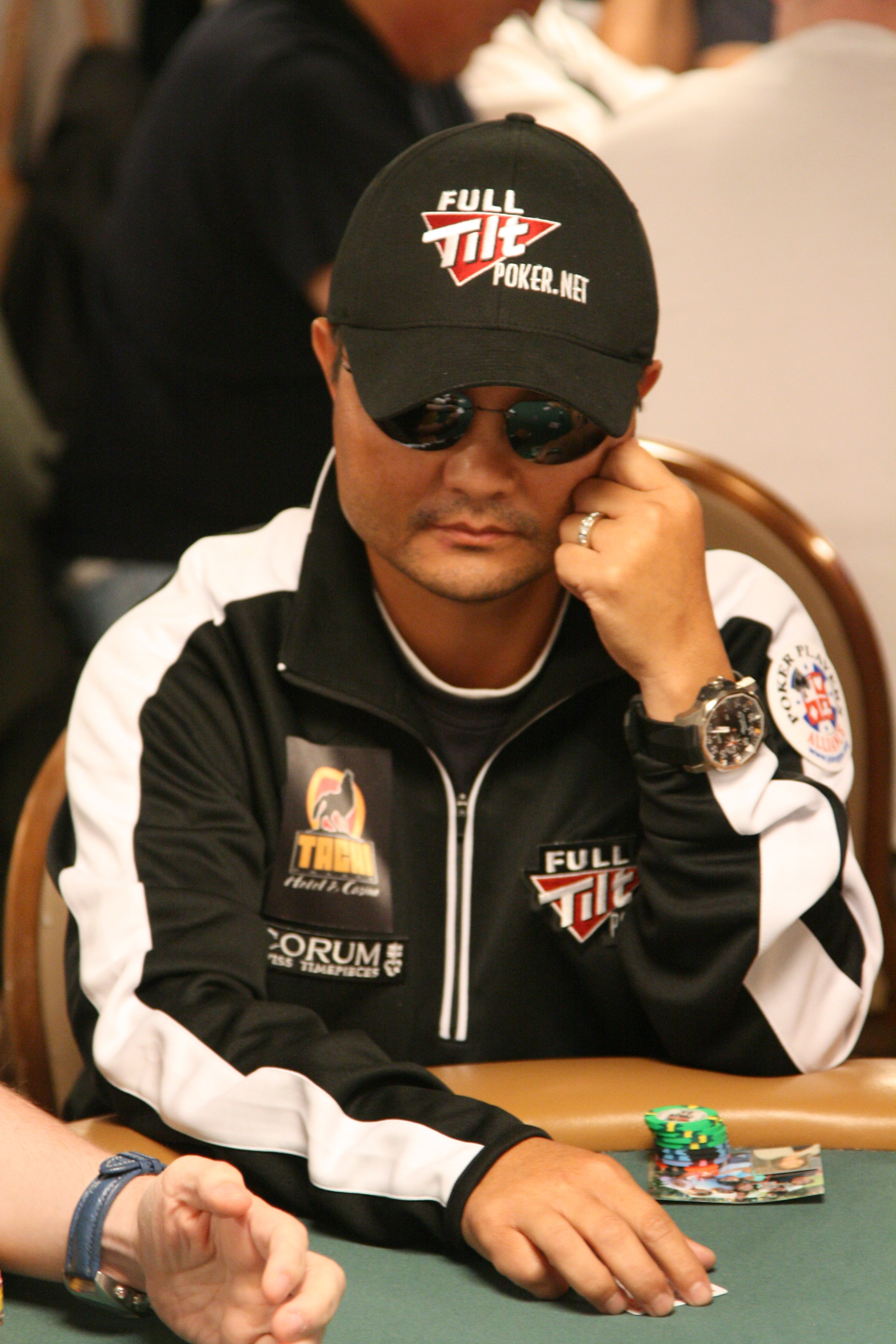
Jerry Yang (2008)

Der Finaltisch begann am 17. Juli 2007. Der Russe Alexander Krawtschenko gewann in jenem Jahr ein Bracelet. Der Südafrikaner Raymond Rahme war der erste Afrikaner überhaupt, der den Finaltisch beim Main Event der WSOP erreichte. Der erfolgreichste und wohl bekannteste Spieler am Tisch war Lee Watkinson. Der als Chipleader an den Finaltisch gekommene Däne Philip Hilm musste als erster der neun Spieler den Tisch verlassen. Nach circa fünf Stunden war der Tisch schon auf vier Spieler reduziert, im Vorjahr hatte dies zehn Stunden gedauert. Der gebürtige Laote Jerry Yang konnte nach 205 Händen am Finaltisch das bis dahin zweithöchste Preisgeld des Main Events entgegennehmen. In der finalen Hand gewann er mit 8♣ 8♦ gegen Lam mit A♦ Q♦.
| Platz | Herkunft               | Spieler                | Preisgeld (in $) |
| ----- | ---------------------- | ---------------------- | ---------------- |
| 1     | Vereinigte Staaten     | Jerry Yang             | 8.250.000        |
| 2     | Kanada                 | Tuan Lam               | 4.840.981        |
| 3     | Sudafrika              | Raymond Rahme          | 3.048.025        |
| 4     | Russland               | Alexander Krawtschenko | 1.852.721        |
| 5     | Vereinigtes Konigreich | Jon Kalmar             | 1.255.069        |
| 6     | Vereinigte Staaten     | Hevad Khan             | 0.956.243        |
| 7     | Vereinigte Staaten     | Lee Childs             | 0.705.229        |
| 8     | Vereinigte Staaten     | Lee Watkinson          | 0.585.699        |
| 9     | Danemark               | Phillip Hilm           | 0.525.934        |